# 当塗県
当塗県（とうと-けん）は、中華人民共和国安徽省馬鞍山市に位置する県。

## 行政区画
- 鎮:姑孰鎮（中国語版）、黄池鎮（中国語版）、烏渓鎮（中国語版）、石橋鎮、塘南鎮、護河鎮（中国語版）、太白鎮、年陡鎮（中国語版）、湖陽鎮、大隴鎮
- 郷:江心郷（中国語版）

## 名所・旧跡
- 太白墓 - 李白の没した地である。